# Đại học Kỹ thuật Swinburne
Viện Đại học Công nghệ Swinburne hay Đại học Công nghệ Swinburne (tiếng Anh: Swinburne University of Technology, được gọi tắt là Swinburne Uni hay Swinburne) là một viện đại học công lập ở Melbourne, bang Victoria, Úc. Swinburne được thành lập bởi George Swinburne vào năm 1908. Swinburne có 5 phân hiệu (campus) tại Melbourne: Croydon, Hawthorn, Lilydale, Prahran, Wantirna - và phân hiệu tại Sarawak, Malaysia, với hơn 30.000 sinh viên toàn thời gian, bao gồm cả 7.000 du học sinh đến từ hơn 100 quốc gia.
Swinburne Việt Nam được thành lập năm 2019 dưới sự hợp tác của Swinburne Úc và Đại học FPT.

## Xếp hạng
Trong năm 2012, Swinburne được thăng hạng vào top 400 trường đại học hàng đầu thế giới theo Bảng Xếp hạng học thuật các trường Đại học trên thế giới (Academic Rankings of World Universities), vượt lên từ top 500 kể từ 2009 đến nay. Đại học Swinburne được xếp trong top 10 các trường Đại học ở Úc và top 3 các trường Đại học ở Melbourne trong năm 2012, sau Đại học Melbourne và Monash 
Swinburne vẫn giữ vững vị trí top 100 thế giới của bảng xếp hạng ARWU về chuyên ngành Vật Lý. Swinburne là trường duy nhất nằm ngoài nhóm 8 trường Đại học lớn nhất ở Úc (Group of Eight) được xếp trong top 100 trường đứng đầu thế giới về lĩnh vực khoa học này.
Swinburne nằm trong top 400 trường đại học hàng đầu thế giới theo danh sách xếp hạng của Times Higher Education World University Rankings và nằm trong top 500 đại học hàng đầu theo QS World University Rankings 2012
Theo Hướng dẫn Các Đại học Tốt (The Good Universities Guide Rankings) Swinburne là đại học được đánh giá cao nhất ở Melbourne về Chất Lượng Giảng Dạy, Hài Lòng Sau Tốt Nghiệp và Kỹ Năng Toàn Diện, theo Hướng dẫn Các Đại học Tốt (đây là hướng dẫn độc lập và xếp hạng toàn diện duy nhất dựa trên những cuộc điều tra khách quan từ sinh viên)
Swinburne còn được công nhận là trường đại học có tỷ lệ sinh viên đáp ứng nhu cầu tuyển dụng cao, và nhận được xếp hạng 4 sao về tỉ lệ sinh viên có việc làm ổn định sau khi ra trường.
| Lĩnh vực đánh giá       | Swinburne xếp hạng sao |
| ----------------------- | ---------------------- |
| Trải Nghiệm Học Tập     | *****                  |
| Kỹ Năng Toàn Diện       | *****                  |
| Chất Lượng Giảng Dạy    | ****                   |
| Hài Lòng Sau Tốt Nghiệp | ****                   |
| Chất Lượng Giảng Viên   | ****                   |

## Lĩnh vực đào tạo
Swinburne có 6 khoa với những khoá học đa dạng bao gồm dự bị đại học, đại học và sau đại học. Các chương trình học kết hợp giữa kiến thức chuyên ngành và áp dụng thực tiễn, đồng thời đi sát với yêu cầu của những ngành công nghiệp hiện đại nên sinh viên được trang bị những kỹ năng toàn diện để nâng cao khả năng tuyển dụng sau khi tốt nghiệp hơn.
Các lĩnh vực đào tạo của trường:
- Văn Chương,Tâm lý học và Khoa học xã hội
- Kinh doanh, Thương mại và Quản trị
- Thiết Kế, Phim và Truyền hình
- Truyền thông Kỹ thuật Số (bao gồm Truyền thông Đa Phương Tiện và Games)
- Kỹ thuật, Hàng Không và Công nghệ
- Y tế và Dịch vụ Cộng đồng
- Quản lý Khách sạn, Du lịch và Quản lý Sự kiện
- Công nghệ Thông tin và Truyền thông
- Khoa Học

## Học bổng dành cho các thí sinh Olympia
Từ năm 2008 đến nay, Đại học kỹ thuật Swinburne tài trợ học bổng trị giá 100%, 50% và 25% cho các bạn học sinh đạt giải chung kết năm Đường lên đỉnh Olympia lần lượt theo thứ hạng Nhất, Nhì và Ba.